# 句章县
句章县，中国旧县名。
一般认为句章（音“勾章”）一名来源于勾踐，始建于公元前473年（周元王三年），为越王勾践灭吴称霸后所建的句章城。现代考古认为，句章城在今宁波市江北区慈城镇城山渡村和王家坝村一带。
秦代始置句章县，隶属于会稽郡。据认为，当时，句章港为全国九大港口之一。公元400年，孙恩起义军攻破句章城。守将刘裕因而将句章县治搬迁到小溪（今宁波市海曙区鄞江镇）。隋朝开皇九年（589年），鄞县、鄮县、句章县合并为句章县。唐朝武德四年（621年）析句章为姚州和鄞州，句章县遂废。自建立至废止共842年。